# 2. Golden Globe-gála
A 2. Golden Globe-gálára 1945. január-jában került sor, az 1944-ben mozikba került amerikai filmeket díjazó rendezvényt a kaliforniai Beverly Hillsben, a Beverly Hilton Hotelben tartották meg..

## Filmes díjak
A nyertesek félkövérrel jelölve.
- Legjobb film: A magam útját járom
- Legjobb férfi főszereplő: Alexander Knox - Wilson
- Legjobb női főszereplő: Ingrid Bergman - Gázláng
- Legjobb férfi mellékszereplő: Barry Fitzgerald - A magam útját járom
- Legjobb női mellékszereplő: Agnes Moorehead - Mrs. Parkington
- Legjobb rendező: Leo McCarey - A magam útját járom

## Fordítás
Ez a szócikk részben vagy egészben  a(z)   2nd Golden Globe Awards című angol Wikipédia-szócikk fordításán alapul.  Az eredeti cikk szerkesztőit annak laptörténete sorolja fel. Ez a jelzés csupán a megfogalmazás eredetét és a szerzői jogokat jelzi, nem szolgál a cikkben szereplő információk forrásmegjelöléseként.